# Hypnotism in Hicksville
Hypnotism in Hicksville è un cortometraggio muto del 1913. Il nome del regista non viene riportato nei credit del film che era interpretato da Augustus Carney, uno dei più popolari attori di commedie western dell'epoca. Il suo stile, grezzo ma oltremodo efficace nell'incontrare il gusto del pubblico, diede lo spunto al genere Dutch comedy e fece di lui una star del cinema degli anni dieci.

## Produzione
Il film fu prodotto dalla Essanay Film Manufacturing Company, uno studio cinematografico fondato nel 1907 a Chicago da George K. Spoor e da Gilbert M. Anderson, il primo attore cowboy a diventare una star con il nome di Broncho Billy.

## Distribuzione
La General Film Company fece uscire nelle sale USA il film il 31 gennaio 1913. Il cortometraggio fu distribuito anche all'estero, uscendo in Gran Bretagna il 17 aprile dello stesso anno.